# Belyounech
Belyounech (àrab: بليونش, Bilyūnax; amazic estàndard marroquí: ⴱⵍⵢⵓⵏⴰⵛ, Blyunac) és una comuna rural de la prefectura de M'diq-Fnideq, a la regió de Tànger-Tetuan-Al Hoceima, al Marroc. Segons el cens de 2014 tenia una població total de 5.296 persones. Durant el protectorat espanyol del Marroc es va anomenar Beliones o Bullones. Està al costat de la ciutat autònoma de Ceuta.